# Meher Baba

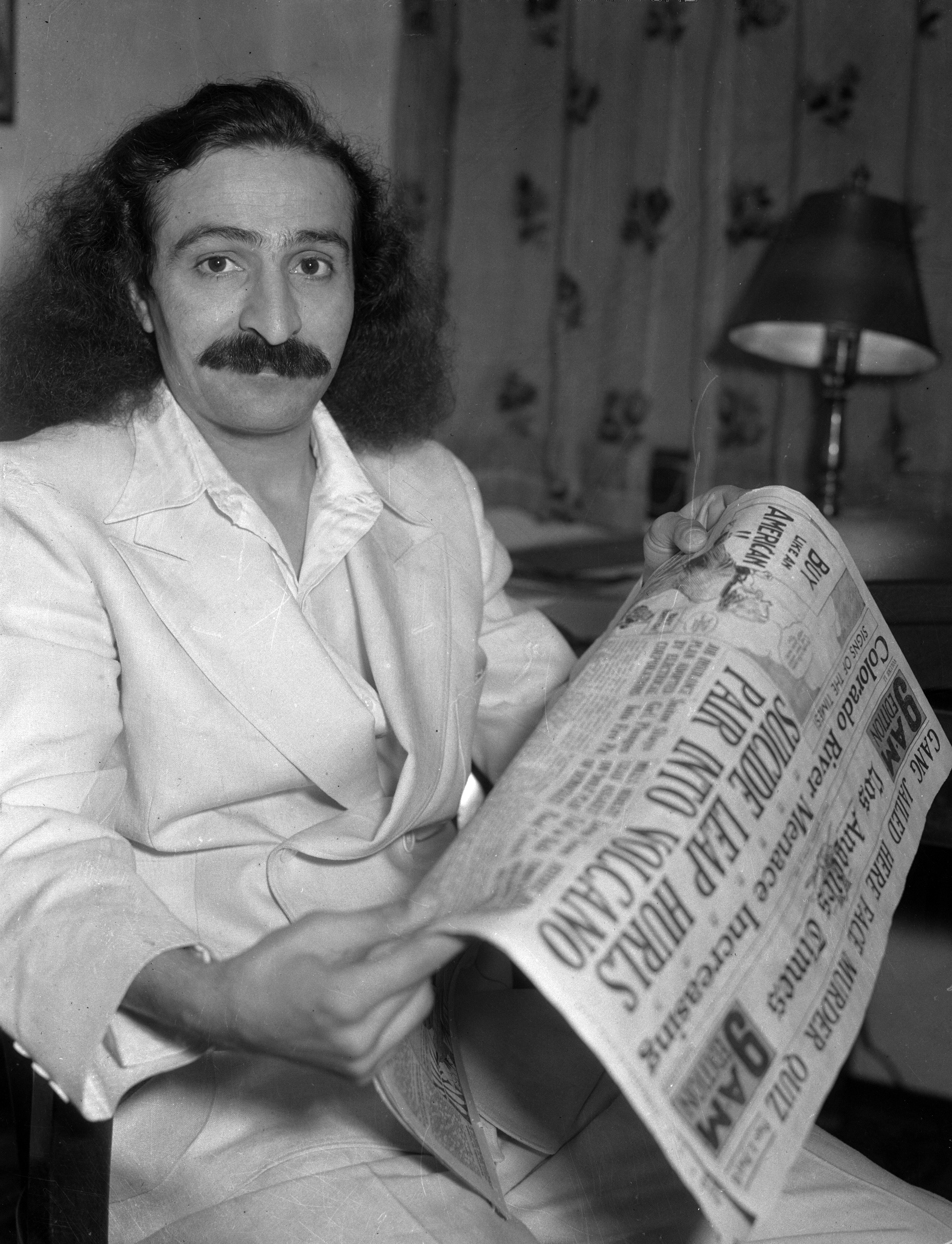
Meher Baba (1932)

Meher Baba (geb. Merwan Sheriar Irani, von persisch مهربان شهریار ایرانی, DMG Mehrbān Šahryār-i Īrānī; * 25. Februar 1894 in Pune, Maharashtra; † 31. Januar 1969 in Pimpalgaon, Maharashtra) war ein indischer Guru und Mystiker. der von sich sagte, er sei der Avatar oder Gott in menschlicher Gestalt des Zeitalters. „Meher Baba“ (persisch مهر بابا, DMG Mehr Bābā), bedeutet „mitfühlender Vater“. Er war eine spirituelle Figur des 20. Jahrhunderts und hatte eine Anhängerschaft von hunderttausenden von Menschen, hauptsächlich in Indien, mit einer kleineren Anzahl von Anhängern in Nordamerika, Europa, Südamerika und Australien.

## Leben
Als Sohn des Zoroastriers Sheriar und seiner Frau Shireen geboren, begegnete er 1913 der islamischen „Heiligen“ Hazrat Babajan. Sie küsste ihn auf die Stirn. Das ist der Zeitpunkt, der als seine Erleuchtung angegeben wird. In den nächsten Jahren scharte er erste Jünger um sich, die ihn „Meher Baba“ nannten. Meher Baba's Karte des Bewusstseins wurde als „eine einzigartige Verschmelzung von Sufi-, Vedisch- und Yogisch-Terminologie“ beschrieben. Er lehrte, dass es das Ziel aller Wesen sei, zum Bewusstsein ihrer eigenen Göttlichkeit zu erwachen und die absolute Einheit Gotts zu erkennen.
Im Alter von 19 Jahren begann Meher Baba eine siebenjährige Periode der spirituellen Transformation, in der er Begegnungen mit Hazrat Babajan, Upasni Maharaj, Sai Baba von Shirdi, Tajuddin Baba und Narayan Maharaj hatte. Im Jahr 1925 begann er eine 44-jährige Periode des Schweigens, in der er zunächst mit Hilfe einer Buchstabentafel und ab 1954 ausschließlich durch Handgesten mit Hilfe eines Dolmetschers kommunizierte. Meher Baba starb am 31. Januar 1969 und wurde in Meherabad beigesetzt. Sein Grab, oder "samadhi", ist zu einem Wallfahrtsort für seine Anhänger geworden, die oft als "Baba-Liebhaber" bezeichnet werden.

## Überblick über die Lehren
Meher Babas Lehren betrafen die Natur und den Zweck des Lebens. Er beschrieb die phänomenale Welt als illusorisch und lehrte, dass das Universum Einbildung ist. Er lehrte, dass Gott allein existiert und dass jede Seele Gott ist, der durch die Einbildung hindurchgeht, um seine eigene Göttlichkeit zu verwirklichen. Er beriet seine Anhänger, die Gottverwirklichung erlangen wollten, und betonte dabei Liebe und selbstloses Dienen. Zu seinen weiteren Lehren gehörten Diskussionen über Vollkommene Meister, den Avatar und diejenigen, die sich auf den verschiedenen Stufen des spirituellen Pfades befinden, was er als Involution bezeichnete. Gott spricht und Diskurse gelten als seine wichtigsten schriftlichen Werke.
Jahrzehntelang lehnte er es ab, zu sprechen, und verzichtete später auf die schriftliche Kommunikation. Diese Praxis ist unter einigen seiner Anhänger ein Diskussionsthema geblieben.

## Weiterer Einfluss
Zu seinem Vermächtnis gehören der Avatar Meher Baba Charitable Trust, den er in Indien gegründet hat, und eine Handvoll Informations- und Pilgerzentren. Er hat die Popkultur beeinflusst und den bekannten Satz "Don't worry; be happy" eingeführt. Dieser wurde in Bobby McFerrins gleichnamigem Hit aus dem Jahr 1988, Don’t Worry, Be Happy, verwendet. Zu seinen Anhängern gehörten bekannte Musiker wie Melanie Safka und Pete Townshend sowie Journalisten wie Sir Tom Hopkinson.
Im Jahr 1971 wurde Meher Babas Anhängerschaft in den Vereinigten Staaten auf 7.000 geschätzt. Einige Kommentatoren sind der Meinung, dass die Größe der Bewegung unterschätzt wurde, weil Meher Babas Anhänger nur selten missionieren, und dass die Bewegung 1975 größer war als die sichtbarere Hare-Krishna-Bewegung.
Meher Baba wurde als Leiter einer Sufi-Organisation mit Sitz in Kalifornien akzeptiert, die er in Sufism Reoriented umbenannte. Meher Babas Sufi-Einfluss soll von Sai Baba von Shirdi ausgegangen sein, den Meher Baba als Qutb bezeichnete. Einige Kommentatoren haben jedoch behauptet, dass Meher Babas Interpretation des Sufismus nur wenige Ähnlichkeiten mit der Sufi-Bewegung aufweist, abgesehen von Universalismus und Anti-Dogmatismus.

## Leben und Werk

### Frühes Leben

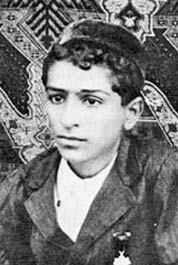
Meher Baba (als Merwan Irani) im Alter von 16 Jahren im Jahr 1910

Meher Baba wurde als Sohn eines Irani Zoroastrier 1894 in Pune, Indien (ehemals Poona) geboren. Er wurde Merwan Sheriar Irani genannt, der zweite Sohn von Sheriar Irani und Shireen Irani. Sheriar Irani war ein persischer Zoroastrier aus Khorramshahr, der auf der Suche nach spirituellen Erfahrungen jahrelang umhergezogen war, bevor er sich in Pune niederließ.
Als Junge gründete Baba den Cosmopolitan Club, der sich dafür einsetzte, über das Weltgeschehen informiert zu bleiben und Geld für wohltätige Zwecke zu spenden. Er war ein Multiinstrumentalist und Dichter. Er beherrschte mehrere Sprachen und liebte die Poesie von Hafez, William Shakespeare und Percy Bysshe Shelley.
Seine spirituelle Verwandlung begann, als er 19 Jahre alt war, und dauerte sieben Jahre lang an. Mit 19 Jahren traf er Hazrat Babajan, eine ältere muslimische Heilige. Er radelte an einem Baum vorbei, den sie zu ihrem Wohnsitz gemacht hatte, als sie ihn rief. Als er sich ihr näherte, küsste sie ihn auf die Stirn und versetzte ihn in eine neunmonatige Trance, die er als "göttliche Glückseligkeit" beschrieb, ohne sich seines Körpers bewusst zu sein. Babajan sagte voraus, dass er ein spiritueller Führer werden würde. Danach begegnete er Upasni Maharaj, der ihm, wie er später sagte, half, seine mystischen Erfahrungen mit dem gewöhnlichen Bewusstsein zu verbinden, so dass er in der Welt funktionieren konnte, ohne seine Erfahrung der Gottverwirklichung zu schmälern.
In den nächsten Jahren begegnete er anderen spirituellen Gestalten, nämlich Tajuddin Baba, Narayan Maharaj und Sai Baba von Shirdi, die Baba später zusammen mit Babajan und Upasni Maharaj als die fünf "Vollkommenen Meister" des Zeitalters bezeichnete. Anfang 1922, im Alter von 27 Jahren, begann Baba, seine eigenen Schüler zu sammeln. Sie gaben ihm den Namen Meher Baba, was "mitfühlender Vater" bedeutet.
Im Jahr 1922 gründeten Meher Baba und seine Anhänger Manzil-e-Meem (Haus des Meisters) in Mumbai. Dort begann Baba mit seiner Praxis, von seinen Schülern strenge Disziplin und Gehorsam zu verlangen. Ein Jahr später zogen Baba und sein mandali in ein Gebiet einige Meilen außerhalb von Ahmednagar, das er Meherabad (Garten des Segens) nannte. Dieser Ashram sollte das Zentrum seiner Arbeit werden. In den 1920er Jahren eröffnete Meher Baba in Meherabad eine Schule, ein Krankenhaus und eine Krankenstation, die kostenlos waren und allen Kastenen und Glaubensrichtungen offen standen.
Vom 10. Juli 1925 bis zu seinem Lebensende schwieg Meher Baba. Er kommunizierte nun zunächst mit Kreide und Schiefertafel, dann mit einer Buchstabentafel und später mit einem ihm eigenen Repertoire an Gesten. Am 1. Dezember 1926 schrieb er seine letzte Nachricht und begann, sich auf eine Buchstabentafel zu verlassen. Mit seinem mandali (Jüngerkreis) verbrachte er lange Zeit in Abgeschiedenheit, in der er oft fastete. Er reiste auch viel, hielt öffentliche Versammlungen ab und engagierte sich in der Wohltätigkeit für Leprakranke und die Armen.

### 1930–1939 – Erster Kontakt mit dem Westen
Ab 1931 unternahm Meher Baba den ersten von vielen Besuchen im Westen. Im Laufe dieses Jahrzehnts begann Meher Baba eine Periode von Weltreisen und unternahm mehrere Reisen nach Europa und in die Vereinigten Staaten. Während dieser Zeit nahm er Kontakt zu seiner ersten engen Gruppe westlicher Schüler auf. Er reiste mit einem persischen Pass, da er das Schreiben und Sprechen aufgegeben hatte und die von der britischen Regierung Indiens geforderten Formulare nicht unterschreiben wollte. Hier zog er weitere Anhänger an.

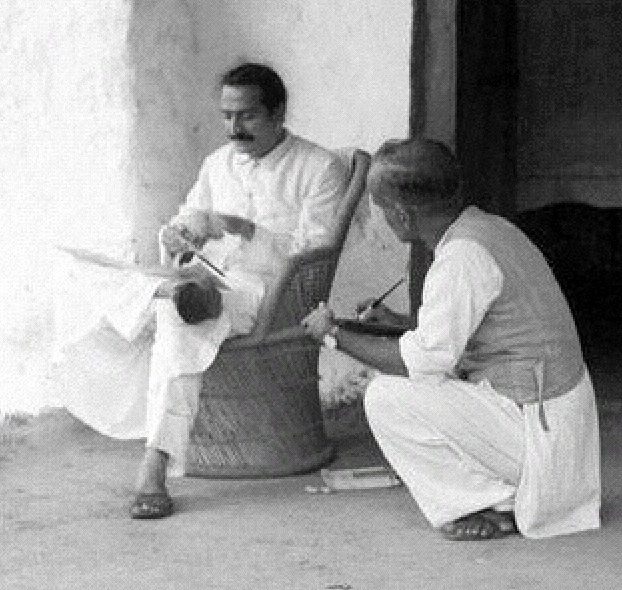
Meher Baba beim Diktieren einer Botschaft an einen Schüler im Jahr 1936 mit Hilfe seiner Buchstabentafel

Auf seiner ersten Reise nach England im Jahr 1931 reiste er auf der SS Rajputana, zur gleichen Zeit wie Mahatma Gandhi, der zur zweiten Round Table Conference in London unterwegs war. Baba und Gandhi trafen sich dreimal an Bord. Eine dieser Begegnungen dauerte drei Stunden. Die britische Presse veröffentlichte diese Treffen, aber ein Berater Gandhis sagte: „Sie können mit Nachdruck sagen, dass Gandhi Meher Baba nie um Hilfe oder um spirituellen oder anderen Rat gebeten hat.“ Im Westen traf sich Meher Baba mit einer Reihe von Berühmtheiten und Künstlern, darunter Gary Cooper, Charles Laughton, Tallulah Bankhead, Boris Karloff, Tom Mix, Maurice Chevalier und Ernst Lubitsch. Am 1. Juni 1932 wurden Mary Pickford und Douglas Fairbanks junior zu einem Empfang in Pickfair eingeladen, bei dem er eine Botschaft an das Hollywood überbrachte. Infolgedessen, so Robert S. Ellwood, wurde Meher Baba zu „einer der Begeisterungen der 30er Jahre“.
Nachdem er angekündigt hatte, sein selbstauferlegtes Schweigen im Hollywood Bowl zu brechen, änderte Baba 1934 abrupt seine Pläne, bestieg die RMS Empress of Canada und segelte ohne Erklärung nach Hongkong. Die Associated Press berichtete, dass „Baba beschlossen hatte, das Wortfasten auf den nächsten Februar zu verschieben, weil ‚die Bedingungen noch nicht reif sind‘.“ Er kehrte 1936 nach England zurück, kehrte aber erst in den frühen 1950er Jahren wieder in die Vereinigten Staaten zurück.
In den späten 1930er Jahren lud Meher Baba eine Gruppe westlicher Frauen ein, sich ihm in Indien anzuschließen, wo er eine Reihe von Reisen durch Indien und Britisch-Ceylon organisierte, die als „Blue Bus Tours“ bekannt wurden. Als die Gruppe nach Hause zurückkehrte, behandelten viele Zeitungen ihre Reise als Anlass für einen Skandal. Die Zeitschrift Time beschrieb 1936 in ihrer Rezension von God Is My Adventure die Faszination der USA für den „langhaarigen, seidenbärtigen Parsee namens Shri Sadgaru [sic] Meher Baba“ vier Jahre zuvor.

### 1940–1949 – Masts und das neue Leben

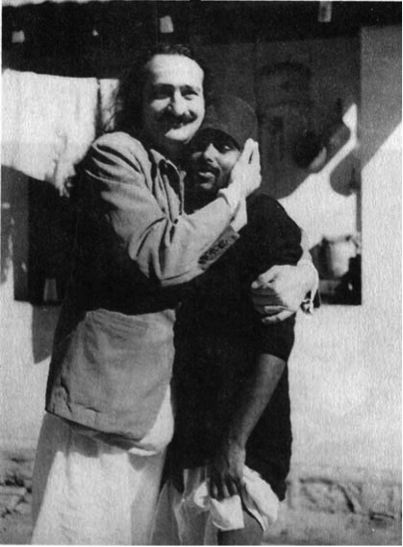
Meher Baba mit einem "Mast" in Bangalore, 1940

In den 1930er und 1940er Jahren arbeitete Meher Baba mit "Masts", d. h. mit Menschen, die "von Gott berauscht" sind. Baba zufolge sind diese Menschen durch ihre bezaubernde Erfahrung der höheren spirituellen Ebenen behindert. Obwohl die Masts äußerlich irrational oder verrückt erscheinen mögen, behauptete Baba, dass ihr spiritueller Status erhöht sei, und dass er ihnen durch die Begegnung mit ihnen half, spirituell voranzukommen, während er ihre Hilfe für seine spirituelle Arbeit in Anspruch nahm. Einer dieser Masts, Mohammed, lebte bis zu seinem Tod im Jahr 2003 in Meher Babas Lager in Meherabad.
Während seiner Reise im Jahr 1946 ging Meher Baba nach Sehwan Sharif, um einen Sufi-Heiligen und Nachfahren von Lal Shahbaz Qalandar, Murshid Nadir Ali Shah, zu treffen, den Baba als fortgeschrittenen Pilger bezeichnete.
Im Jahr 1949 begann Baba eine Periode, die er das Neue Leben nannte. Nach einer Reihe von Fragen über ihre Bereitschaft, selbst die schwierigsten seiner Bitten zu befolgen, wählte Baba zwanzig Gefährten aus, die sich ihm in einem Leben völliger "Hoffnungslosigkeit und Hilflosigkeit" anschließen sollten.
Er sorgte für diejenigen, die von ihm abhängig waren, woraufhin er und seine Gefährten ansonsten fast alle Besitztümer und finanziellen Verpflichtungen aufgaben. Sie reisten inkognito durch Indien, bettelten um Essen und führten Babas Anweisungen gemäß einer strengen Reihe von "Bedingungen für das Neue Leben" aus. Dazu gehörten die Akzeptanz aller Umstände und die ständige gute Laune angesichts aller Schwierigkeiten. Gefährten, die sich nicht daran hielten, wurden weggeschickt.
In Bezug auf das Neue Leben schrieb Meher Baba:
Dieses Neue Leben ist endlos, und selbst nach meinem physischen Tod wird es von jenen am Leben erhalten, die ein Leben des völligen Verzichts auf Falschheit, Lüge, Hass, Zorn, Gier und Lust führen; und die, um all dies zu erreichen, keine lüsternen Handlungen begehen, niemandem Schaden zufügen, keine Verleumdungen begehen, nicht nach materiellem Besitz oder Macht streben, die keine Huldigungen annehmen, weder Ehre begehren noch Schande scheuen und niemanden und nichts fürchten; von jenen, die sich ganz und gar auf Gott verlassen und Gott nur um der Liebe willen lieben; die an die Liebenden des Göttlichen und an die Realität der Manifestation glauben und dennoch keine spirituelle oder materielle Belohnung erwarten; die die Hand der Wahrheit nicht loslassen und die, ohne sich durch Unglücksfälle aus der Fassung bringen zu lassen, mutig und von ganzem Herzen allen Schwierigkeiten mit hundertprozentiger Heiterkeit begegnen und keine Bedeutung auf Kaste, Glauben und religiöse Zeremonien legen. Dieses Neue Leben wird von selbst ewig leben, auch wenn es niemanden gibt, der es lebt.
Meher Baba beendete das Neue Leben im Februar 1952 und begann erneut eine Reihe von öffentlichen Auftritten in ganz Indien und im Westen.

### 1950–1959 – "Gott Spricht"und Autounfälle
Nachdem er als Beifahrer bei zwei schweren Autounfällen verletzt wurde, einer davon 1952 in der Nähe von Prag, Oklahoma in den Vereinigten Staaten, und einer in Indien im Jahr 1956, wurde Meher Babas Fähigkeit zu gehen eingeschränkt.
In den 1950er Jahren gründete Baba zwei Zentren außerhalb Indiens, nämlich das Meher Spiritual Center in Myrtle Beach, South Carolina, Vereinigte Staaten und Avatar's Abode nahe Brisbane, Australien. Im April 1952 weihte er das Meher Spiritual Center ein. Am 24. Mai 1952, auf dem Weg vom Meher Spiritual Center zum Meher Mount in Ojai, Kalifornien, wurde das Auto, in dem er als Passagier saß, in der Nähe von Prag, Oklahoma frontal angefahren. Er und seine Begleiter wurden aus dem Fahrzeug geschleudert und verletzt. Babas Bein wurde schwer gebrochen und er erlitt Verletzungen im Gesicht, darunter eine gebrochene Nase. Die Verletzten wurden im Prague Memorial Hospital behandelt und kehrten dann nach Myrtle Beach zurück, um sich zu erholen. Während er sich in Youpon Dunes, einem Haus im Besitz von Elizabeth Patterson, erholte, arbeitete er an der Charta für eine Gruppe von Sufis, die er Sufismus Neuausgerichtet nannte.
Meher Baba begann im August 1953 in Dehradun mit dem Diktieren seines wichtigsten Buches, Gott spricht, Das Thema der Schöpfung und ihr Zweck, unter Verwendung einer Buchstabentafel. Im September 1954 gab Meher Baba in Meherabad einen Sahavas nur für Männer, der später als die Drei Unglaublichen Wochen bekannt wurde. Während dieser Zeit gab Baba eine Erklärung heraus, „Meher Babas Ruf“, in der er noch einmal seine Avatarschaft „ungeachtet der Zweifel und Überzeugungen“ anderer bekräftigte. Am Ende dieser Sahavas übergab Meher Baba das fertige Manuskript seines Buches God Speaks an zwei Mitglieder von Sufism Reoriented, Ludwig H. Dimpfl und Don E. Stevens, zur Bearbeitung und Veröffentlichung in Amerika. Das Buch wurde im folgenden Jahr von Dodd, Mead and Company veröffentlicht.
Am 30. September 1954 gab Meher Baba seine "Botschaft der Schlusserklärung."
Im Oktober 1954 warf Meher Baba seine Buchstabentafel weg und begann mit einer einzigartigen Reihe von Handgesten zu kommunizieren, die er für den Rest seines Lebens verwendete.
Am 2. Dezember 1956 verlor das Auto, in dem Meher Baba saß, außerhalb von Satara, Indien, die Kontrolle und es kam zu einem zweiten schweren Autounfall. Baba erlitt einen Bruch des Beckens und andere schwere Verletzungen. Nilu, eine von Babas mandali, wurde getötet. Dieser Zusammenstoß machte Baba ernsthaft handlungsunfähig. Entgegen den Prognosen seiner Ärzte begann Baba wieder zu gehen, litt aber von da an unter konstanten Schmerzen und war in seiner Beweglichkeit eingeschränkt. Während seiner Reise in den Westen im Jahr 1958 musste er oft von Veranstaltungsort zu Veranstaltungsort getragen werden.
1956, bei seinem fünften Besuch in den Vereinigten Staaten, wohnte Baba im New Yorker Hotel Delmonico, bevor er zum Meher Spiritual Center in Myrtle Beach, South Carolina reiste. Im Juli reiste er nach Washington, D.C. und empfing Freunde und Jünger im Haus von Ivy Duce, Frau von James Terry Duce, dem Vizepräsidenten der Saudi Arabian American Oil Company. Danach reiste er zum Meher Mount in Ojai, Kalifornien, bevor er nach Australien weiterreiste. Seine letzten Besuche in den Vereinigten Staaten und Australien fanden 1958 statt.

### 1960–1969 – Letzte Jahre und Tod
Im Jahr 1962 hielt Baba eine seiner letzten öffentlichen Veranstaltungen ab, ein Massentreffen in Indien, das sogenannte East-West Gathering. Bei diesen Versammlungen, bei denen seine westlichen Anhänger eingeladen waren, seine indischen Schüler zu treffen, gab Baba vielen Tausenden darshan, trotz der körperlichen Belastung, die dies für ihn bedeutete. Trotz seiner sich verschlechternden Gesundheit setzte er das, was er sein "Universelles Werk" nannte, zu dem auch Fasten und Zurückgezogenheit gehörten, bis zu seinem Tod am 31. Januar 1969 fort. Sein samadhi in Meherabad, Indien, ist zu einem internationalen Pilgerort geworden. Mitte der 1960er Jahre beschäftigte sich Baba mit der Drogenkultur im Westen und begann einen Briefwechsel mit mehreren westlichen Akademikern, darunter Timothy Leary und Richard Alpert, in dem er von der Verwendung halluzinogenerer Drogen für spirituelle Zwecke abriet. 1966 wurden Babas Antworten auf Fragen zu Drogen in einem Pamphlet mit dem Titel Gott in einer Pille? veröffentlicht. Meher Baba erklärte, dass Drogenkonsum spirituell schädlich sei und dass, wenn Erleuchtung durch Drogen möglich sei, "Gott nicht würdig sei, Gott zu sein". Meher Baba wies seine jungen westlichen Schüler an, diese Botschaft zu verbreiten; auf diese Weise erhöhten sie das Bewusstsein für Meher Babas Lehren. In einem Interview mit Frederick Chapman, einem Harvard-Absolventen und Fulbright-Stipendiaten, der Meher Baba während eines Studienjahres in Indien kennenlernte, beschrieb Baba LSD als "körperlich, geistig und spirituell schädlich" und warnte, dass "[sein fortgesetzter Gebrauch] zu Wahnsinn oder Tod führt". Baba-Liebhaber in den Vereinigten Staaten, Europa und Australien initiierten in dieser Zeit eine Anti-Drogen-Kampagne. Obwohl einige behaupten, dass diese Kampagne größtenteils vergeblich war, zog sie neue Anhänger für Meher Baba an. Darüber hinaus fanden einige von Babas Ansichten Eingang in die akademische Debatte über die Vorzüge und Gefahren von Halluzinogenen.
Seit der Ost-West-Versammlung von 1962 verschlechterte sich Meher Babas Gesundheitszustand. Trotz des physischen Tributs, den sein Körper forderte, unterzog er sich weiterhin Perioden der Abgeschiedenheit und des Fastens. Ende Juli 1968 erklärte Baba, dass er eine besonders anstrengende Periode der Abgeschiedenheit hinter sich gebracht hatte und bemerkte, dass seine Arbeit "zu 100% zu meiner Zufriedenheit abgeschlossen" war. Zu diesem Zeitpunkt benutzte er bereits einen Rollstuhl. Innerhalb weniger Monate verschlimmerte sich sein Zustand und er war bettlägerig, geplagt von Muskelkrämpfen ohne klare medizinische Ursache. Trotz der Behandlung durch mehrere Ärzte verschlimmerten sich die Spasmen. Am 31. Januar 1969 wachte Meher Baba am Morgen auf. Er aß ein paar Stücke Papaya. Um 12:15 Uhr starb er im Alter von 74 Jahren, nachdem ein heftiger Krampf seinen Körper heimgesucht hatte. Mit seinen letzten Gesten vermittelte er: "Vergiss nicht, dass ich Gott bin." Mit der Zeit nannten seine Anhänger den Jahrestag seines Todes Amartithi (todesloser Tag). Meher Babas Leichnam wurde in seinem samadhi in Meherabad aufgebahrt, mit Rosen bedeckt und mit Eis gekühlt. Sein Leichnam wurde eine Woche lang für die Öffentlichkeit zugänglich gehalten, bevor er endgültig beerdigt wurde. Vor seinem Tod hatte Meher Baba umfangreiche Vorbereitungen für ein öffentliches darshan-Programm getroffen, das in Pune stattfinden sollte. Sein Mandali beschloss, die Vorbereitungen trotz der Abwesenheit des Gastgebers fortzusetzen. Mehrere tausend Menschen nahmen an diesem "letzten Darshan" teil, darunter viele Hundert aus den Vereinigten Staaten, Europa und Australien.

## Schweigen
Vom 10. Juli 1925 bis zu seinem Tod im Jahr 1969 schwieg Meher Baba. Er kommunizierte zunächst mit Hilfe einer Buchstabentafel und später durch einzigartige Handgesten, die von einem seiner Mandali, oft Eruch Jessawala, gedeutet und ausgesprochen wurden. Meher Baba sagte, dass sein Schweigen nicht als Spirituelle Übung, sondern ausschließlich im Zusammenhang mit seinem universellen Werk unternommen wurde.
"Die Unfähigkeit des Menschen, die Worte Gottes zu leben, macht die Lehre des Avatars zu einer Verhöhnung. Anstatt das von ihm gelehrte Mitgefühl zu praktizieren, hat der Mensch in seinem Namen Kriege geführt. Anstatt die Demut, Reinheit und Wahrheit seiner Worte zu leben, ist der Mensch dem Hass, der Gier und der Gewalt verfallen. Weil der Mensch taub war für die Prinzipien und Gebote, die Gott in der Vergangenheit festgelegt hat, halte ich in dieser gegenwärtigen Avatar-Gestalt Schweigen."

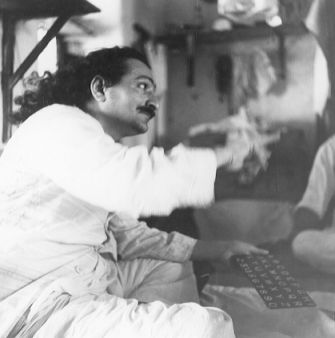
Von 1925 bis 1954 kommunizierte Meher Baba durch das Zeigen auf Buchstaben auf einer Buchstabentafel.

Meher Baba signalisierte oft den Moment, "in dem er sein Schweigen 'brechen' würde, indem er das 'Wort' in jedes Herz sprach und damit allen Lebewesen einen spirituellen Schub gab".
"Wenn Ich Mein Schweigen breche, wird die Wirkung Meiner Liebe universell sein, und alles Leben in der Schöpfung wird sie kennen, fühlen und empfangen. Sie wird jedem Einzelnen helfen, sich auf seine Weise aus seiner eigenen Knechtschaft zu befreien. Ich bin der Göttliche Geliebte, der dich mehr liebt, als du dich jemals selbst lieben kannst. Das Durchbrechen Meines Schweigens wird euch helfen, euch selbst zu helfen, euer wahres Selbst zu erkennen."
Meher Baba behauptete, dass das Brechen seines Schweigens ein entscheidendes Ereignis in der spirituellen Evolution der Welt sein würde.
"Wenn ich dieses Wort spreche, werde ich das Fundament für das legen, was in den nächsten siebenhundert Jahren geschehen wird."
Bei vielen Gelegenheiten versprach Meher Baba, sein Schweigen mit einem hörbaren Wort zu brechen, bevor er stirbt, und nannte oft eine bestimmte Zeit und einen bestimmten Ort, an dem dies geschehen würde, Aber nach allen zeitgenössischen Berichten blieb Meher Baba bis zu seinem Tod stumm. Sein Versäumnis, sein Schweigen zu brechen, enttäuschte einige seiner Anhänger, während andere es als eine Prüfung ihres Glaubens ansahen. Einige seiner Anhänger spekulieren, dass "das Wort" noch "gesprochen" werden wird oder dass Meher Baba sein Schweigen eher auf spirituelle als auf physische Weise brach.
Viele Jahre lang forderte Meher Baba seine Anhänger auf, am 10. Juli, dem Jahrestag des Beginns seines Schweigens, Entbehrungen auf sich zu nehmen, wie Schweigen, Fasten und Beten. In seiner letzten Aufforderung zum Tag der Stille im Jahr 1968 bat er seine Anhänger nur darum, zu schweigen. Viele Anhänger feiern weiterhin den Tag der Stille, indem sie ihm zu Ehren Schweigen halten.

## Lehren
Meher Babas Lehren lassen sich in zwei Hauptkategorien einteilen: seine Metaphysik über die Natur der Seele und des Universums und seine praktischen Ratschläge für den spirituellen Aspiranten. Die beiden sind miteinander verbunden. Seine Metaphysik findet sich hauptsächlich in seinem wichtigsten Buch zu diesem Thema, Gott spricht. Es enthält detaillierte Aussagen über seine Kosmologie, den Sinn des Lebens und die Entwicklung der Seele. Seine Lehren über das praktische spirituelle Leben sind größtenteils in den Diskursen enthalten, obwohl sie auch viele metaphysische Bereiche abdecken, die Gottes Reden widerspiegeln oder erweitern.

### Gott spricht
Gott spricht beschreibt die Reise der Seele von ihrem ursprünglichen Zustand der unbewussten Göttlichkeit bis zur endgültigen Erlangung der bewussten Göttlichkeit. Die ganze Reise ist eine Reise der Vorstellungskraft, in der sich der ursprüngliche unteilbare Zustand Gottes in zahllose individualisierte Seelen verwandelt, die er mit Blasen in einem unendlichen Ozean vergleicht. Jede Seele, angetrieben von dem Wunsch, bewusst zu werden, beginnt ihre Reise in der rudimentärsten Form des Bewusstseins. Diese Begrenzung bringt die Notwendigkeit einer höher entwickelten Form mit sich, die sie zu einem immer bewussteren Zustand führt. Das Bewusstsein wächst im Verhältnis zu den Eindrücken, die jede Form zu sammeln vermag.
Laut Meher Baba strebt jede Seele nach bewusster Göttlichkeit, indem sie sich entwickelt, d. h. indem sie sich selbst in einer Abfolge von vorgestellten Formen durch die sieben "Reiche" Stein/Metall, Pflanze, Wurm, Fisch, Vogel, Tier und Mensch erlebt. Während dieser Evolution der Formen nimmt die Macht der Gedanken zu, bis sie in der menschlichen Form unendlich wird. Obwohl die Seele in der menschlichen Form zur bewussten Göttlichkeit fähig ist, sind alle Eindrücke, die sie während der Evolution gesammelt hat, Illusionen, die eine Barriere gegen die Selbsterkenntnis der Seele bilden. Um diese Barriere zu überwinden, sind weitere Geburten in menschlicher Form in einem Prozess erforderlich, der als Reinkarnation bekannt ist.
Die Seele wird ein Stadium erreichen, in dem ihre zuvor gesammelten Eindrücke dünn oder schwach genug werden, so dass sie in ein letztes Stadium eintritt, das "Involution" genannt wird. Dieses Stadium erfordert ebenfalls eine Reihe menschlicher Geburten, während derer die Seele eine innere Reise beginnt, auf der sie ihre wahre Identität als Gott erkennt. Baba unterteilt diese innere Reise in sieben Stufen, die er "Ebenen" nennt. Der Prozess gipfelt auf der siebten Ebene in der Gottverwirklichung, auf der das Ziel des Lebens für die Seele erreicht wird.

### Diskurse
Die Diskurse sind eine Sammlung von Erklärungen, die Meher Baba zu Themen gegeben hat, die das Vorankommen des spirituellen Aspiranten betreffen. Zu diesen Themen gehören: Sanskaras (geistige Eindrücke), Maya (das Prinzip der Illusion), die Natur des Egos, Reinkarnation, Karma, Gewalt und Gewaltlosigkeit, Meditation, Liebe, Jüngerschaft und Gottverwirklichung. Seine Erklärungen enthalten oft Geschichten aus der Überlieferung Indiens und der Sufi-Kultur. Eine solche Geschichte, der weise Mann und das Gespenst, zeigt die Macht, die abergläubische Überzeugungen auf einen Menschen ausüben können, während eine andere, Majnun und Layla, zeigt, wie selbstlose Liebe, selbst in menschlichen Beziehungen, einen zur Nachfolge führen kann.
Zu Meher Babas Vorschlägen gehört es, die Theorie in die Praxis umzusetzen, innerlich auf Wünsche zu verzichten, der Menschheit oder dem Meister selbstlos zu dienen, spontan zu sein und Handlungen zu vermeiden, die einen an Illusionen binden. Anstatt moralische Regeln aufzustellen, erklärt Baba, warum manche Handlungen das Individuum binden, während andere der Emanzipation dienen. In mehreren Kapiteln werden die Mechanismen erörtert, durch die das Bewusstsein zwischen den Gegensätzen der Erfahrung, wie Vergnügen und Schmerz, Gut und Böse, gefangen wird, und es wird vorgeschlagen, wie man diese Gegensätze überwinden kann.

### Vollkommene Meister und der Avatar
Meher Baba erzählte, dass es zu jeder Zeit 56 inkarnierte gottverwirklichte Seelen auf der Erde gibt. Von diesen Seelen gibt es immer fünf, die die fünf Vollkommenen Meister ihrer Ära darstellen. Wenn einer der fünf Vollkommenen Meister stirbt, wird er oder sie sofort von einer anderen gottverwirklichten Seele ersetzt.
Der Avatar ist laut Baba ein besonderer Vollkommener Meister, die erste Seele, die die Gottverwirklichung erreicht. Diese Seele, der ursprüngliche Vollkommene Meister oder der Uralte, hört nie auf zu inkarnieren. Baba wies darauf hin, dass diese Seele den Zustand Gottes verkörpert, der im Hinduismus Vishnu und im Sufismus Parvardigar genannt wird, d. h. der Zustand des Erhalters oder Bewahrers von Gott. Baba lehrte, dass der Avatar alle 700-1400 Jahre auf der Erde erscheint und von den fünf Vollkommenen Meistern der jeweiligen Zeit in menschliche Form gebracht" wird, um der Schöpfung in dem endlosen Prozess der Annäherung an die Gottheit zu helfen. Baba behauptete, dass diese Rolle in anderen Zeitaltern von Zoroaster, Rama, Krishna, Buddha, Jesus und Mohammed erfüllt wurde.
Baba beschrieb den Avatar als "einen Maßstab, an dem der Mensch messen kann, was er ist und was er werden kann. Er legt den Maßstab für die menschlichen Werte fest, indem er sie im Sinne des göttlich-menschlichen Lebens interpretiert."
Die meisten von Meher Babas Anhängern akzeptieren seine Behauptung der Avatarschaft, Und es heißt, er werde "von Millionen Menschen auf der ganzen Welt als der Avatar des Zeitalters und als ein gottverwirklichtes Wesen verehrt".

## Vermächtnis

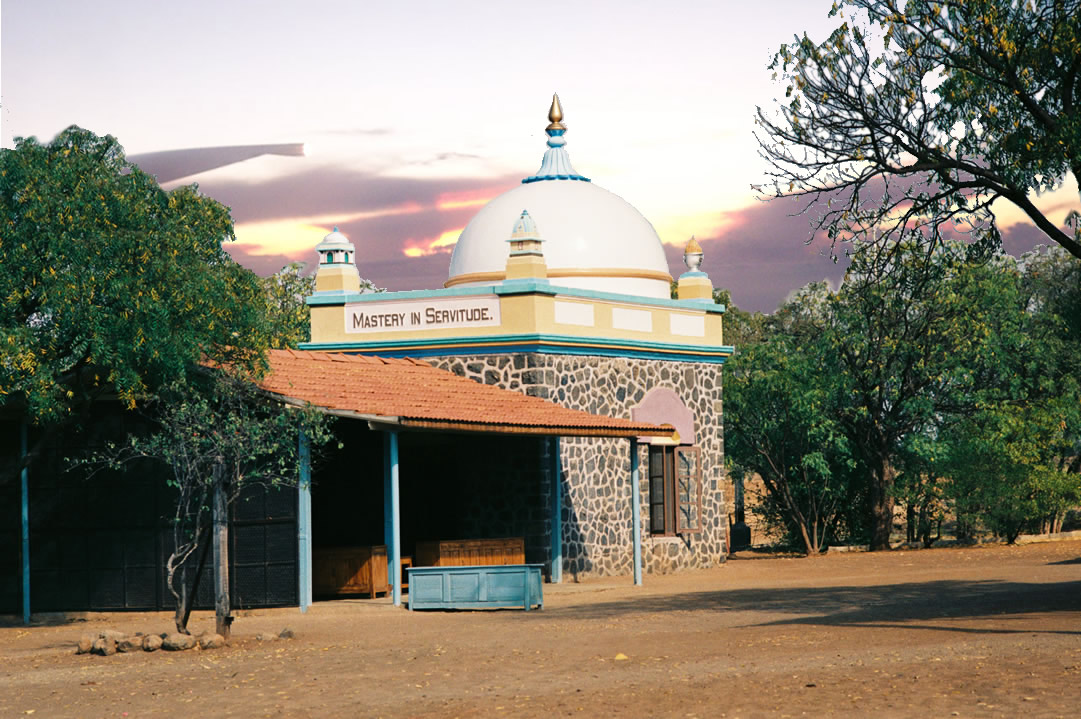
Das Grab von Meher Baba in Meherabad

Meher Babas Reisen und Lehren hinterließen ein Vermächtnis von Anhängern und Verehrern weltweit.
Der Avatar Meher Baba Charitable Trust, der 1959 von Meher Baba gegründet wurde, unterhält sein Grab und Pilgerreiseeinrichtungen sowie eine kostenlose Schule und Krankenstation, eine Grauer Starklinik und eine Tierklinik. Der Trust folgt der Charta, die Meher Baba ihm hinterlassen hat, agiert aber nicht als spirituelle Autorität über Gruppen. Ebenso betreibt der Trust keine Propaganda, fördert keine Glaubensbekenntnisse oder Dogmene und sucht keine Konvertierungen. Baba riet von Evangelisation ab und erklärte: "Ich brauche keine Propaganda oder Werbung." Vielmehr ermutigte er seine Anhänger, "lasst euer Leben selbst meine Botschaft der Liebe und Wahrheit an andere sein" und "meine Botschaft der Liebe und Wahrheit so weit wie möglich zu verbreiten". Obwohl einige Anhänger von Meher Baba keine festen Rituale haben, führen andere Praktiken wie pujas, aartis, Gebete, Musik, Theaterstücke und das Ansehen von Filmen von Baba durch. Für viele Anhänger steht im Vordergrund, so zu leben, wie Meher Baba es befürworten würde, z. B. durch den Verzicht auf Marihuana und psychedelische Drogens, und versuchen, Gott mit Liebe zu gedenken. Versammlungen von Baba-Anhängern sind im Allgemeinen informell. Besondere Anstrengungen werden unternommen, um an Amartithi, dem Todestag Babas, und an seinem Geburtstag zusammenzukommen. Viele Baba-Anhänger schweigen am 10. Juli (Tag der Stille) und folgen damit einer Bitte, die Baba zu Lebzeiten häufig an seine Anhänger richtete. Aarti wird morgens und abends im Babas Samadhi in Indien durchgeführt. In Meherabad halten seine Anhänger an Babas Praxis fest, am 12. eines jeden Monats ein dhuni-Feuer anzuzünden.

## In der Populärkultur
Meher Baba hatte bereits 1932 im Westen öffentliche Aufmerksamkeit erlangt, aufgrund von Kontakten mit Prominenten der Zeit und durch den eher desillusionierten Bericht von Paul Brunton in seinem A Search in Secret India (1934). Baba erhielt posthum weitere Aufmerksamkeit durch verschiedene Erwähnungen in der westlichen Pop-Kultur.
Zum Beispiel wurde Pete Townshend von The Who ein Anhänger von Baba und widmete ihm 1969 seine Rockoper Tommy im Gatefold. The Who's 1971 Song "Baba O’Riley" wurde zum Teil nach Meher Baba benannt, und Townshend nahm mehrere Meher-Baba-Tribute-Alben und Musikvideos auf, darunter Happy Birthday, I Am, Who Came First, With Love, und You Alone Exist.
1969 koproduzierte der indische Filmemacher Jagat Murari den ethnografischen Film über Meher Baba mit dem Titel The Awakener. Der 118-minütige 35-Millimeter-Film wurde von Films Division of India vertrieben.
1970 erwähnte Melanie Safka (Künstlername Melanie) Baba im Spoken-Word-Intro zu ihrem Song Lay Down (Candles in the Rain). Als eigenständiges Stück mit dem Titel Candles in the Rain aufgeführt, lautet der Text Meher Baba lebt wieder. Bobby McFerrins 1988 mit dem Grammy Award ausgezeichneter Song "Don’t Worry, Be Happy" wurde von Babas Spruch inspiriert, der auf vielen Postern und Inspirationskarten, die ihn darstellen, erschienen ist.
In verschiedenen indischen Filmen von Edida Nageswara Rao wurden Bilder von Meher Baba gezeigt. Werke wie Swathi Kiranam (1992) wurden ausschließlich im Meher Baba-Zentrum in Tapeswaram, Andhra Pradesh, gedreht und zeigen lebensgroße Bilder von Meher Baba.
Elemente von Meher Babas Philosophie sowie eine nicht näher benannte Figur, die auf ihm basiert, sind in den Werken des Comic-Autors und Drehbuchautors J. M. DeMatteis. Zu den Werken, die besonders von Baba beeinflusst wurden, gehören DeMatteis' Drehbücher für Doctor Fate und DeMatteis' eigener Comic Seekers into the Mystery. Das Thema der Schöpfung (2005) ist ein amerikanischer Dokumentarfilm, der von Tim Thelen produziert, geschrieben, bearbeitet und geleitet wurde.
2012 wurde in den Niederlanden der Spielfilm Nema Aviona za Zagreb mit einem exklusiven Interview mit Meher Baba aus dem Jahr 1967 uraufgeführt. In dem Interview erklärt Baba den Unterschied zwischen Gottesverwirklichung und drogeninduzierten Halluzinationen und die Szene spielt eine zentrale Rolle in der Erzählung des Dokumentarfilms.
"THE VISA – A Meher Baba film" wurde vom Sufism Reoriented's American Young Adult Sahavas Team im Jahr 2018 und zeigt Anhänger von Meher Baba wie Natasha K. Mehta. Meher Filmworks produziert und archiviert remastered Filmmaterial von Meher Baba.

## Galerie

Wichtige Pilgerzentren
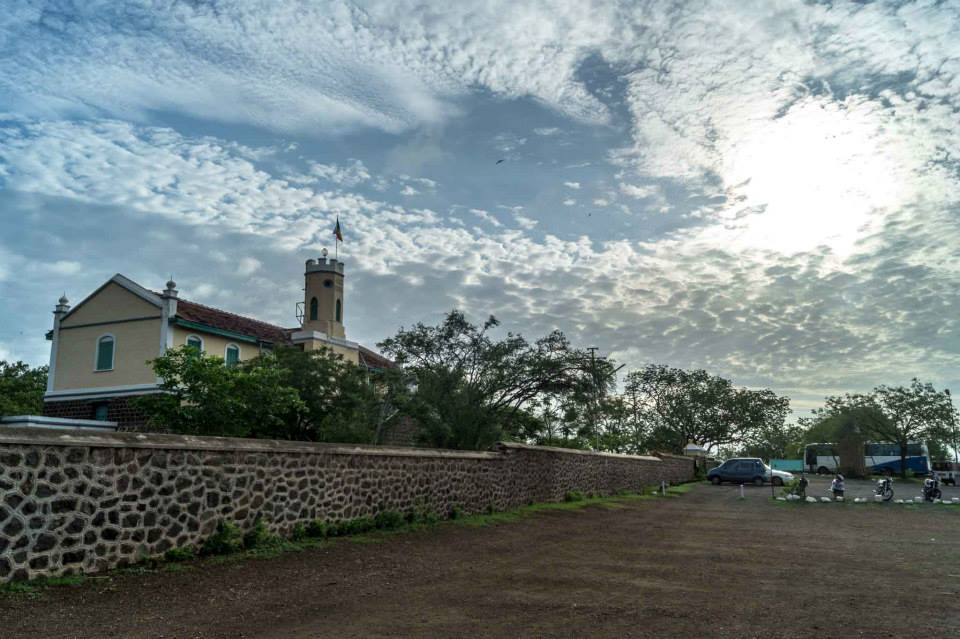
Oberes Meherabad, bei Ahmednagar, Indien
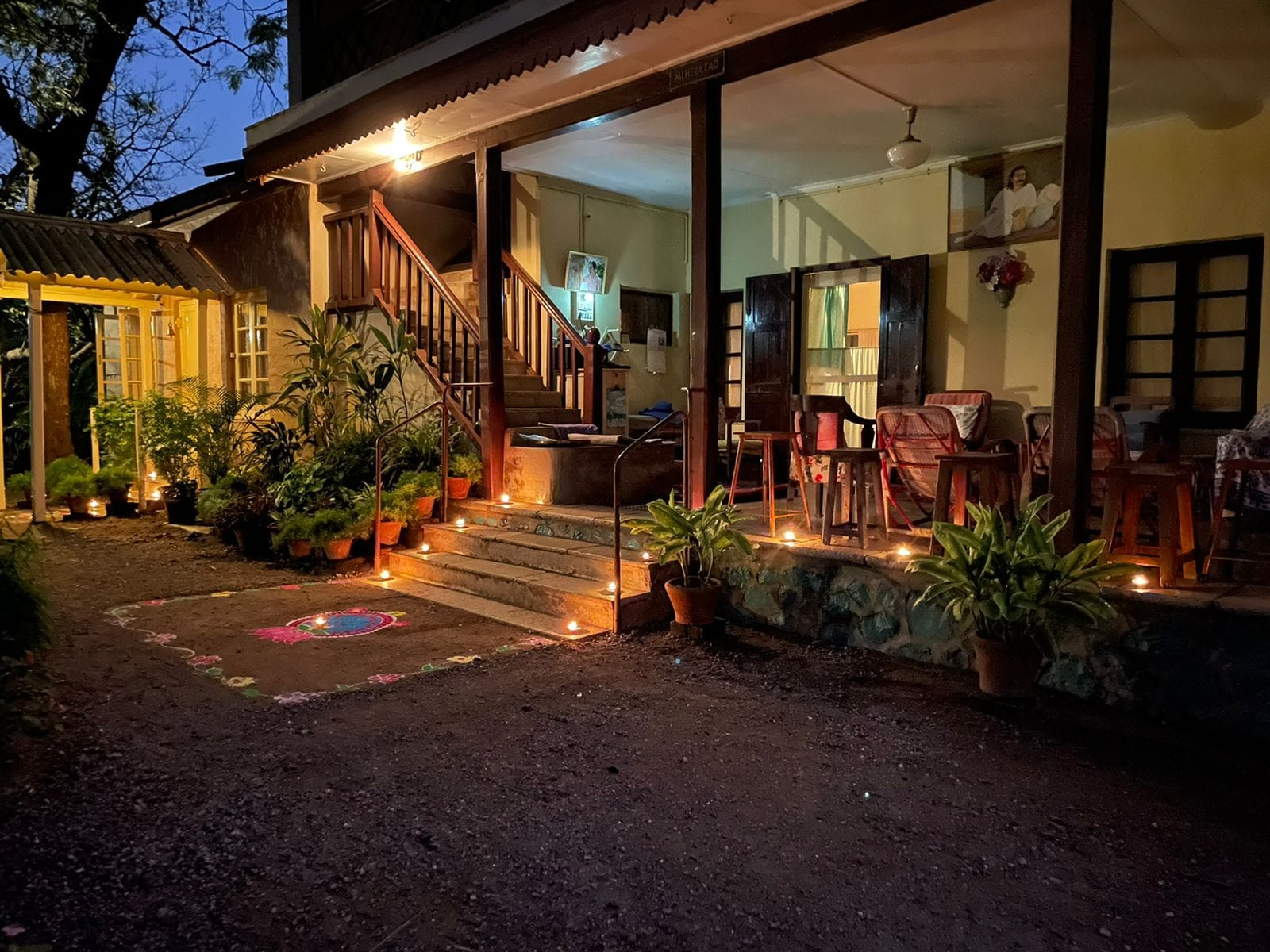
Mandali-Haus in Meherazad, Ahmednagar, Indien
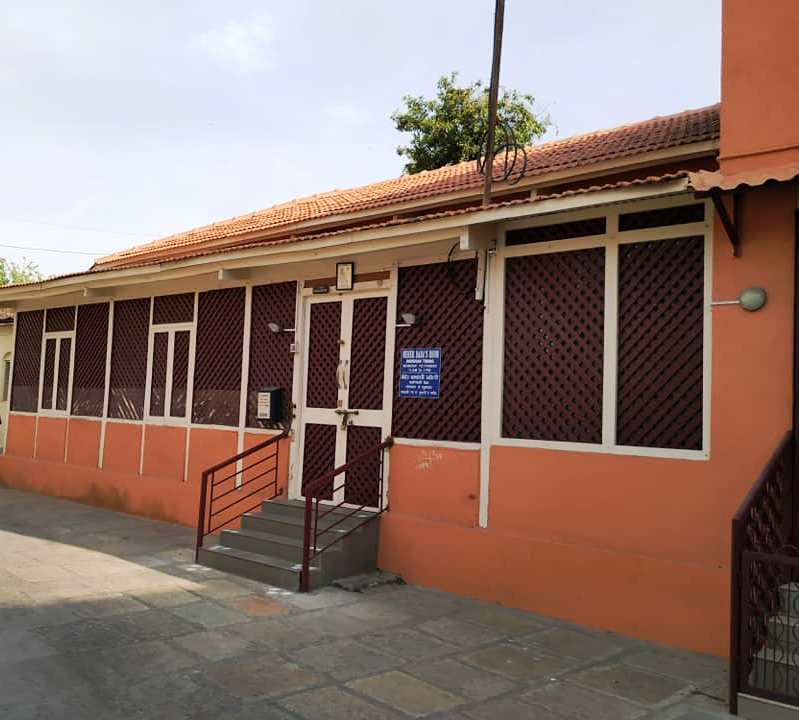
Das Haus von Meher Baba in Pune, Indien
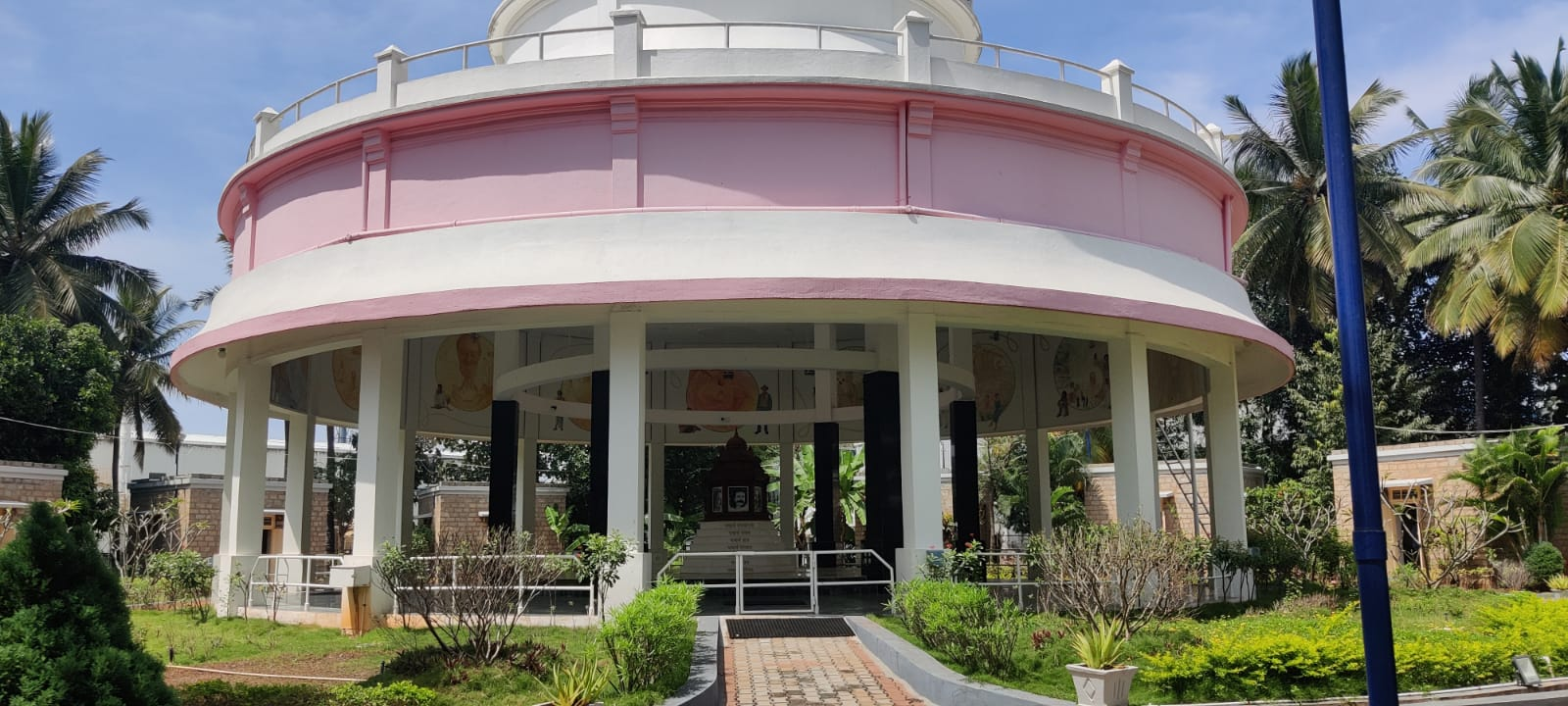
Universelles Spirituelles Zentrum in Byramangala, Karnataka, Indien
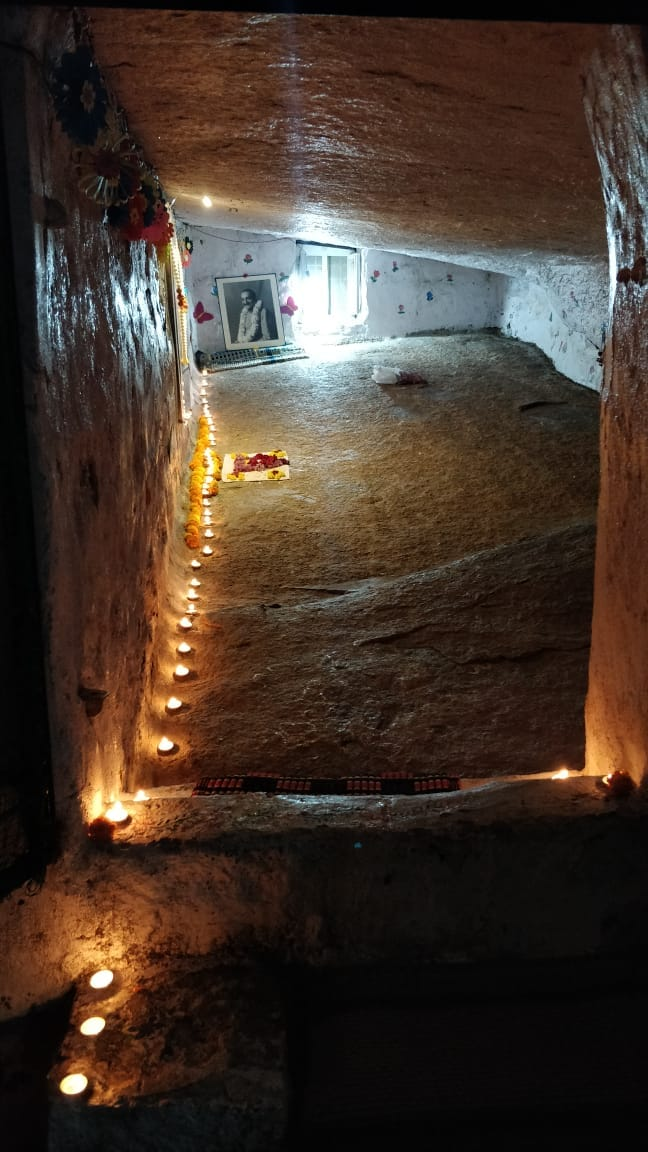
Meher Babas Manonash-Höhle in Khajaguda, Hyderabad, Indien
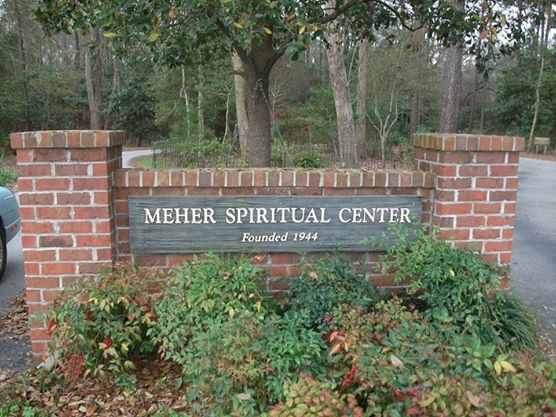
Meher Spiritual Center Eingang in Myrtle Beach, South Carolina, USA
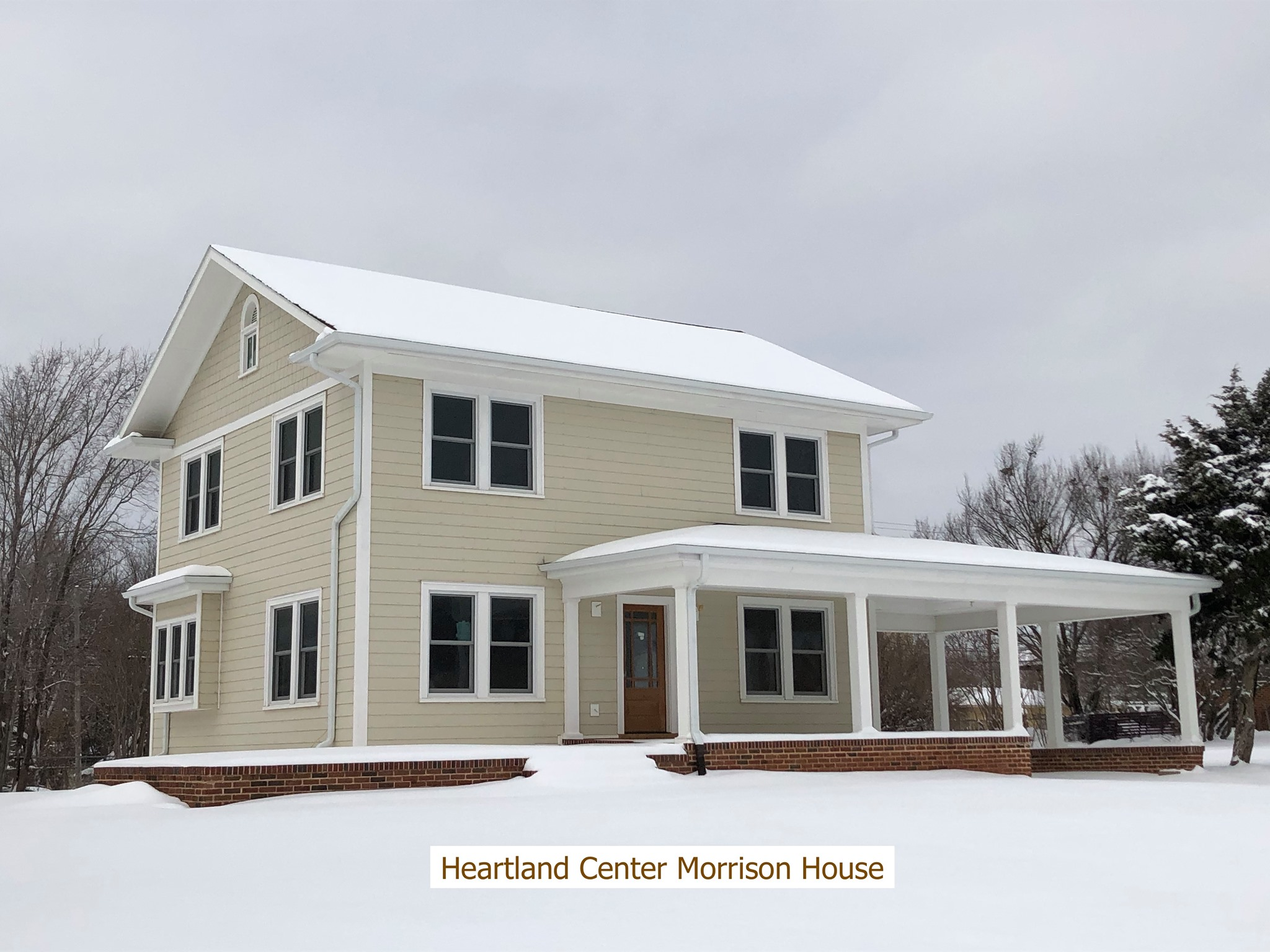
Meher Baba Heartland Center in Prag, Oklahoma, USA
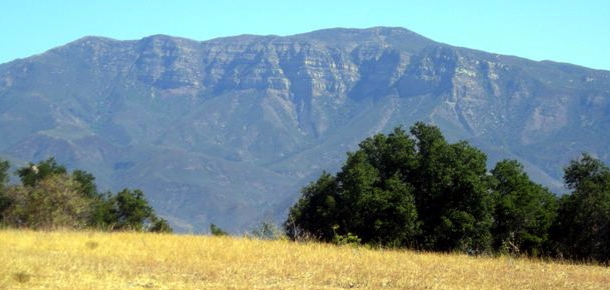
Meher Mount Center in Sulphur Mountain, Ojai, Kalifornien, USA
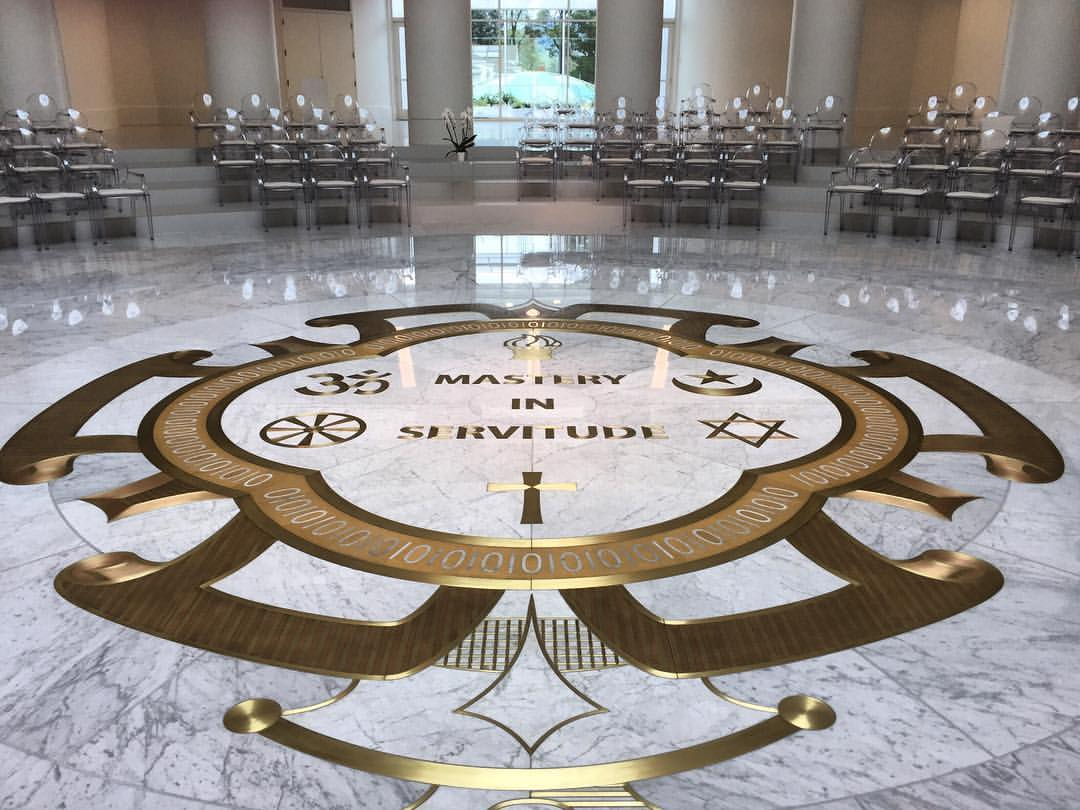
Heiligtum für neu orientierten Sufismus in Walnut Creek, Kalifornien, USA
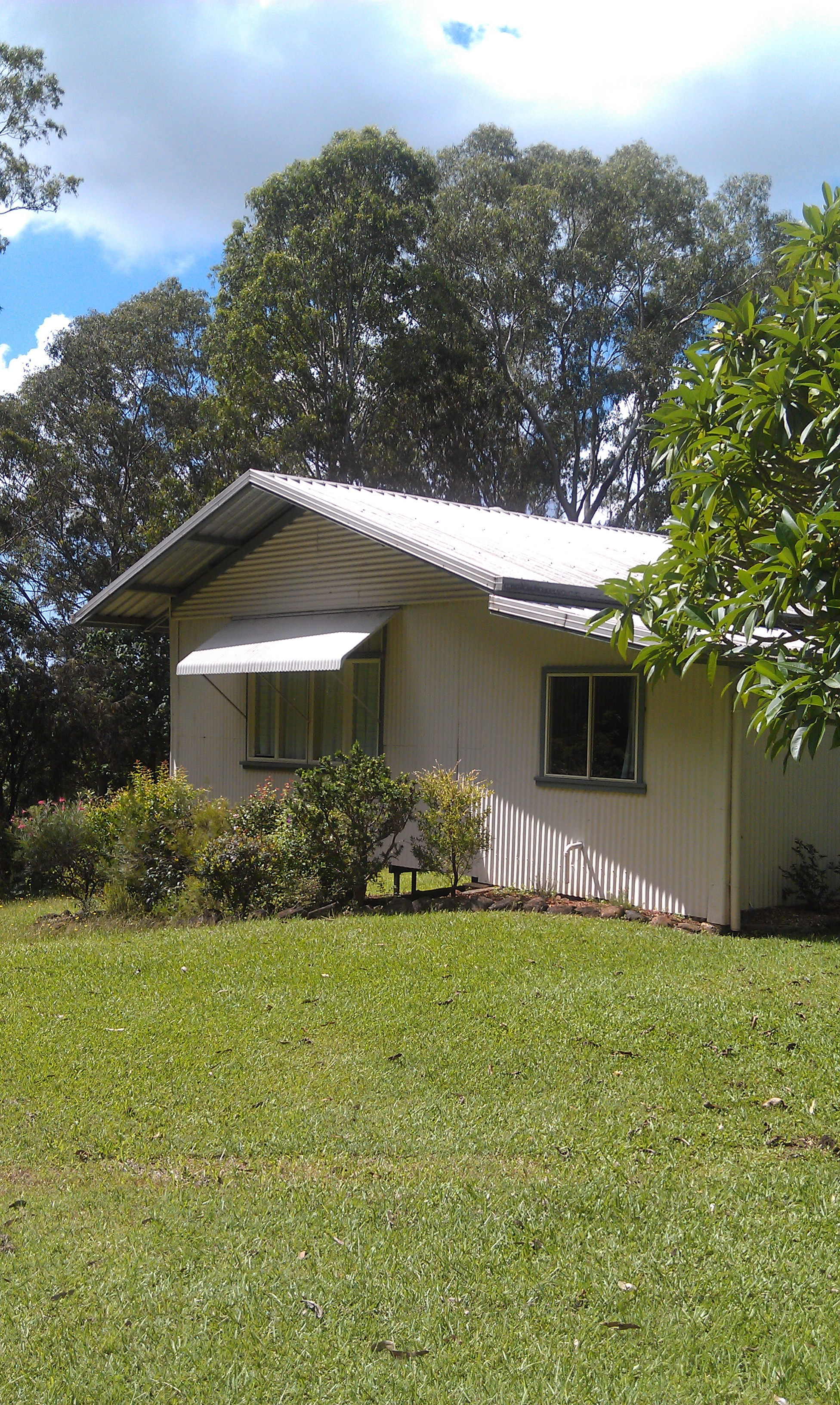
Die Behausung des Avatar in Kiels Mountain, Queensland, Australien

## Referenzen
- Abdulla, Ramjoo: Ramjoo's Diaries, 1922–1929: A Personal Account of Meher Baba's Early Work. Sufism Reoriented, 1979.
- Baba, Meher: Discourses. 7th Auflage. Sheriar Foundation, Myrtle Beach, S.C. 1987, ISBN 1-880619-09-1.
- Baba, Meher: Discourses. rev 6th Auflage. Sheriar Foundation, Myrtle Beach, S.C. 2007, ISBN 978-1-880619-34-6.
- Baba, Meher: God in a Pill? Meher Baba on L.S.D. and the High Roads. Sufism Reoriented, Inc, 1966.
- Baba, Meher: God Speaks. Sufism Reoriented, Walnut Creek, California 1997, ISBN 0-915828-02-2.
- Baba, Meher: Silent Master. Spartacus Educational Publishers, 1989, ISBN 0-948867-25-6.
- Choquette, Diane: New religious movements in the United States and Canada: a critical assessment and annotated bibliography. Greenwood Press, Westport, Conn. 1985, ISBN 0-313-23772-7 (archive.org).
- Cohen, Allan Y.: The Mastery of Consciousness: An Introduction and Guide to Practical Mysticism and Methods of Spiritual Development. Harper & Row, San Francisco 1977, ISBN 0-06-090371-6.
- Donkin, William: The Wayfarers: Meher Baba with the God-Intoxicated. Sheriar Foundation, Myrtle Beach, S.C. 2001, ISBN 1-880619-24-5.
- Ellwood, Robert S.: Religious and Spiritual Groups in Modern America. Prentice-Hall, New York 1973, ISBN 0-13-615641-X.
- Haynes, Charles C.: Meher Baba, the Awakener. Avatar Foundation, Inc, 1993, ISBN 0-9624472-1-8.
- Kalchuri, Bhau: The Nothing and the Everything. Manifestation, Inc., 1982, ISBN 0-932947-02-6.
- Kalchuri, Bhau: Meher Prabhu: Lord Meher, The Biography of the Avatar of the Age, Meher Baba. Manifestation, Inc., 1986.
- Landau, Rom: Magazine. Books for Libraries Press, Freeport, N.Y. 1972, ISBN 0-8369-2848-2.
- Purdom, Charles B.: The God-Man: The Life, Journeys & Work of Meher Baba with an Interpretation of His Silence & Spiritual Teaching. George Allen & Unwin, London 1964, ISBN 1-880619-36-9.
- Sutcliffe, Steven J.: Children of the New Age: A History of Alternative Spirituality. Routledge, London 2002.

## Schriften
- Darlegungen über das Leben in Liebe und Wahrheit; Fischer Taschenbuch Verlag, Frankfurt am Main 1996, ISBN 3-596-13209-6
- Der göttliche Plan der Schöpfung. Eine spirituelle Kosmologie; Lotos, 2004, ISBN 978-3-7787-8161-6
- Das Nichts und das Alles (zus. mit Bhau Kalchuri); Tabula Smaragdina, 1999, ISBN 978-3-9802471-9-1